# Shringara
Shringara ou Sringara (IAST: śṛṅgāra) est, dans la tradition artistique indienne, le sentiment de nostalgie pour l’amant absent, à la fois sentimental et érotique, comme le πόθος (pothos) grec. C’est l’un des neuf rasas. Le rasa, que l’on peut traduire par saveur, ou par sève, est le concept fondamental qui sous-tend les arts classiques indiens, notamment le théâtre, la musique, la danse, la poésie et la sculpture,,. Le shringara englobe à la fois l’aspect physique et spirituel de l’amour et on le désigne parfois sous le terme de adi-rasa ("rasa originel"). Il est supposé représenter la force créatrice universelle.
Une grande partie du contenu des arts traditionnels indiens tourne autour de la relation entre un homme et une femme. L'émotion primaire ainsi générée est shringara. La relation romantique entre l'amant et l'être aimé est une métaphore de la relation entre l'individu et le divin.
Shringara laisse place à une myriade d'autres émotions comme la jalousie, la peur, la colère, la compassion et, bien sûr, l'expression de l'intimité physique. Aucun autre rasa n'a une telle envergure. L’expression du shringara peut varier sur un large spectre, du grotesque (comme dans certaines scènes de koodiyattam) au très raffiné et subtil (comme dans d’autres représentations de bharata natyam, ou d’odissi).
On retrouve ces mêmes rasas dans l'art de la miniature, dans la musique classique indienne et dans la danse classique indienne. Concernant la danse, dans les années 1930, lorsque le sadhiraattam se renouvelle et devient le bharata natyam, sous l’impulsion de E. Krishna Iyer (en), Rukmini Devi Arundale et Balasaraswati, l’un des points d’achoppement dans la remise en cause des pratiques sur cette danse porte sur l’expression du shringara, où l'aspiration au divin se mêle à l'imaginaire érotique. Dans les années 1940, Balasaraswati exprime à la fois des objections sur une interprétation trop érotique, mais aussi sur une expression trop épurée, telle que le propose, à son avis, Rukmini Devi Arundale. Cette expression trop épurée tournerait le dos, pour Balasaraswati, aux origines de cet art. « Si Balasaraswati s'opposait à une expression érotique de shringara par les danseurs, elle était également contre une danse brahmanique puritaine et artistiquement pauvre. Elle pouvait facilement distinguer le puritanisme de la pureté, et l'amour poétique de la luxure plébéienne », commente l’écrivain Ra Ganapati (en).